# Villa Fiedler
Die Villa Fiedler steht in der Hellerstraße 9 in der Gemarkung Radebeul der sächsischen Stadt Radebeul. Der Häusername bezieht sich auf den Unternehmer Max Fiedler, dessen (jetzt übermaltes) Firmenschild auf dem Spiegel des Obergeschosses der Eckansicht aufgemalt war.

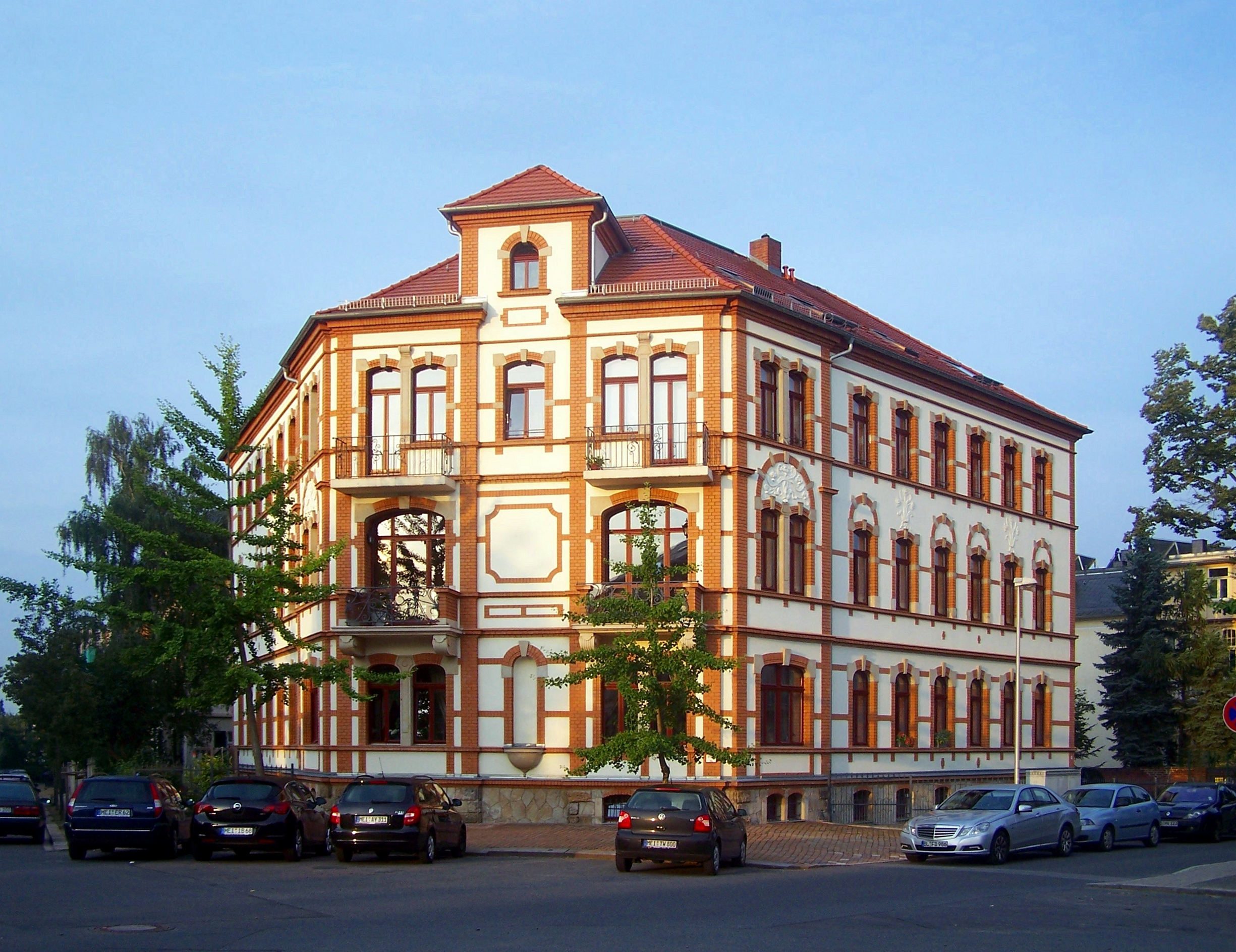
Villa Fiedler, ein Mietshaus ehemals mit Läden

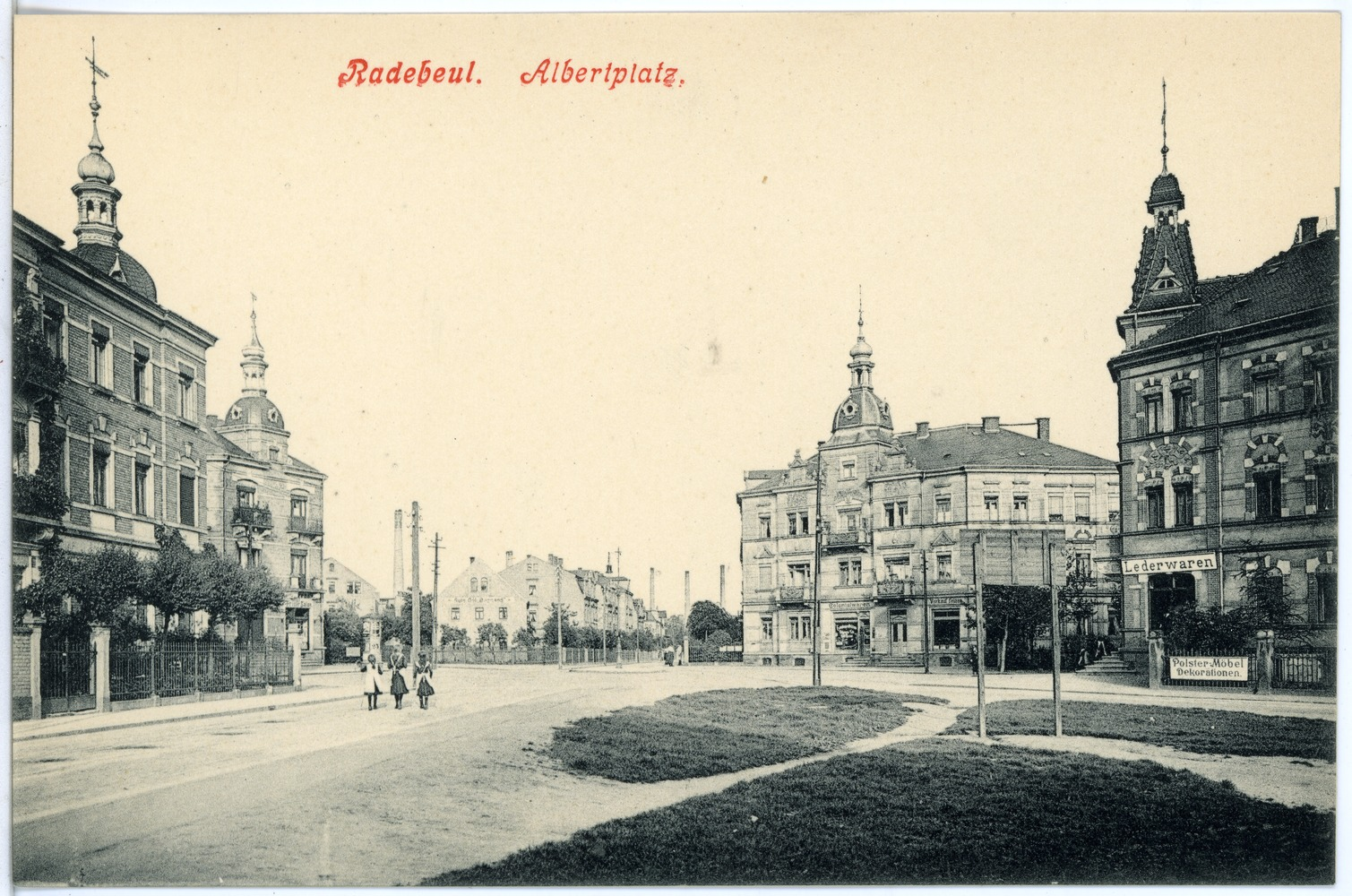
Villa Fiedler (rechts, 1914)

## Beschreibung
Das denkmalgeschützte Mietshaus ist eines von vier prägnanten Eckhäusern am sechsstrahligen Albertplatz, am südlichen Schnittpunkt von Hellerstraße und Louisenstraße. Das Haus steht auf einem Sockel aus Polygonalmauerwerk. Die Fassaden sind verputzt und durch Gesimse und Lisenen aus Ziegelstein gegliedert, hinzu kommen Sandsteinelemente sowie Stuckelemente in Jugendstilformen.
Das dreigeschossige und mit einem flachen Walmdach versehene Wohnhaus hat zwei Flügel entlang der anliegenden Straßen, dazwischen sitzt zum Platz ausgerichtet eine breit verbrochene Ecke ehemals mit zwei Ladeneingängen. Diese wurden in jüngster Zeit zu Wohnungen umgebaut, wobei die Fenster und Türen verändert wurden. In einer der Ladenwohnungen haben sich Stuckdecken und Jugendstilausmalungen bewahrt. Mittig auf der Ecke befindet sich im Dach ein turmartiges Zwerchhaus mit einem kleinen Walmdach, das ursprünglich ein turmartiges Walmdach mit einer Laterne war. Die Ecke wird im Erdgeschoss mittig durch eine leere Rundbogennische verziert, im Obergeschoss befindet sich ein Putzspiegel (ehemals mit Firmenschild). Auf beiden Seiten davon befinden sich Balkone mit Ziergittern aus der Bauzeit, während die Balkone im zweiten Stock bei der letzten Instandsetzung ergänzt wurden.
Die beiden Gebäudekanten zu den Flügeln sind als flache Eckrisalit ausgebildet. Die Fenster in den beiden Gebäudeflügeln reihen sich gleichförmig. Im Erdgeschoss sind sie korbbogig ausgeführt, in den beiden Obergeschossen dagegen stichbogig. In den Eckrisaliten sind sie gekuppelt, während das dortige Erdgeschossfenster jeweils ein großes Schaufenster darstellt.
Die Einfriedung der Vorgärten in den Seitenstraßen erfolgt durch erneuerte Lanzettzäune.

## Geschichte
Das heutige Mietshaus wurde ursprünglich als Wohn- und Geschäftshaus durch das Dresdner Baugeschäft Hermann Jäckel (Pieschen, Coswiger Straße 1) errichtet, von dem auch die gleichfalls auf den Albertplatz ausgerichteten Häuser Louisenstraße 7 und 9 stammten. Der Bauantrag stammte vom Juni 1899, im März 1900 erfolgte die Baurevision. 1912 verlor Jäckel sein Gebäude durch Zwangsversteigerung zugunsten der Gemeinde Radebeul.
Im Jahr 2005 wurde das Haus umfassend saniert. Der Bauherrschaft wurde im Rahmen des Radebeuler Bauherrenpreises 2006, Kategorie Denkmalpflegerische Instandsetzung, eine „Besondere Würdigung für besondere restauratorische Leistungen im Innenbereich“ zugesprochen.